# بطولة تونس لألعاب القوى 1967
بطولة تونس لألعاب القوى 1967 هو الدورة 12 من بطولة تونس لألعاب القوى.

فاز بهذا الموسم النادي الأفريقي.

## روابط خارجية
- الموقع الرسمي للجامعة التونسية لألعاب القوى.